# パオン・ディーピー
株式会社パオン・ディーピー（英: PAON DP Inc.）は、ゲームソフトウェアの企画・制作・販売を主な事業内容とする日本の企業。

## 沿革
1999年1月20日に株式会社パオンとして設立。旧データイーストから「ヘラクレスの栄光」シリーズ、「空牙」シリーズ（「空牙」「ウルフファング」「スカルファング 空牙外伝」）、「カルノフ」「チェルノブ」「フライングパワーディスク」の知的財産権を取得し宮城県仙台市にあった開発室を継承している。
ゲームソフトウェア開発のほか、2003年に遊技機向け液晶開発事業に参入。大都技研の一連のパチスロ機のシミュレータ・実機液晶開発も行っている。2007年よりパブリッシャーとして、自社ブランドによるゲームソフトウェアの販売も開始。2010年、スマートフォン向けゲーム開発事業に参入した。
2015年3月1日、株式会社ディーピーと合併。株式会社パオン・ディーピーに商号変更した。パチスロメーカー・大都技研のパートナー企業（社長が大都技研と同じ）。
なお、毛染めのパオン（製造元・シュワルツコフヘンケル）とは何ら関係がない。

## 開発実績

### 自社ブランド作品
- エイリアンのたまご（iOS/Android）
- ワンダーオラクル（iOS/Android）
- ワールド オブ サマナーズ（iOS/Android）
- 大都技研公式アプリ ドリバト！-DREAM CARD BATTLE-（iOS/Android）
- ベーモンキングダム（iOS/Android）
- スクラッチパイレーツ（iOS/Android）
- NEW HORIZON English Course 1〜3（ニンテンドーDS）
- 日本語検定DS（ニンテンドーDS]）
- クレアの秘宝伝 女神の夢と魔法の遺跡（パチスロ）

### 受託開発作品（一部抜粋）
- 白猫テニス（iOS/Android・配信元：コロプラ）
- 白猫プロジェクト（iOS/Android・配信元：コロプラ）
- ほしの島のにゃんこ（iOS/Android・配信元：コロプラ）
- ランブルシティ（iOS/Android）
- スリングショットブレイブス（iOS/Android）
- クリスタルクラウン（iOS/Android）
- サーガ・オブ・ファンタズマ（iOS/Android）
- ちょ〜りっち!たまごっちのプチプチおみせっち（ニンテンドー3DS・発売元：バンダイナムコエンターテインメント）
- 花といきもの立体図鑑（ニンテンドー3DS・発売元：任天堂）
- スーパー戦隊バトル レンジャークロス（Wii・発売元：バンダイナムコエンターテインメント）
- アクアリビング（Wii）
- データカードダス　スーパー戦隊バトル ダイスオー（アーケード・発売元：バンダイナムコエンターテインメント）
- データカードダス　ワンピーベリーマッチダブル（アーケード・発売元：バンダイナムコエンターテインメント）
- エレベーターアクション デスパレード（アーケード・発売元：スクウェア・エニックス）
- 太閤立志伝V（PSP・発売元：コーエーテクモゲームス）
- 絶体絶命都市3 -壊れゆく街と彼女の歌-（PSP・発売元：グランゼーラ）
- 遙かなる時空の中で3 with 十六夜記 愛蔵版（PSP・発売元：コーエーテクモゲームス）
- ネオアンジェリーク SPECIAL（PSP・発売元：コーエーテクモゲームス）
- ザ・タワーDS（ニンテンドーDS・発売元：デジトイズ）
- かんたん!たのしい!お菓子ナビDS（ニンテンドーDS・発売元：コーエー）
- しゃべる!DSお料理ナビ まるごと帝国ホテル（ニンテンドーDS・発売元：コーエー）
- ヘラクレスの栄光 魂の証明（ニンテンドーDS・発売元：任天堂）
- 風のクロノア door to phantomile（Wii・発売元：バンダイナムコエンターテインメント）
- ドンキーコング ジャングルクライマー（ニンテンドーDS・発売元：任天堂）
- ドンキーコング たるジェットレース（Wii・発売元：任天堂）
- ぶらぶらドンキー（ゲームボーイアドバンス・発売元：任天堂）
- 影牢II -Dark illusion-（PS2・発売元：コーエーテクモゲームス）
- ドラゴンクエスト&ファイナルファンタジー in いただきストリートSpecial（PS2・発売元：スクウェア・エニックス）
- どろろ（PS2・発売元：セガゲームス）
- 大都技研公式パチスロシミュレーター 吉宗（PS2、PSP）
- 大都技研プレミアムパチスロコレクション 吉宗（PS2）
- 大都技研公式パチスロシミュレーター 押忍!番長（PS2、PSP）
- 大都技研公式パチスロシミュレーター 秘宝伝（PS2）
- そらのいろ、みずのいろ（Windows18禁・開発兼発売元：Ciel） ※「SPECIAL THANKS」のみ